# Neslihan Demir
Neslihan Demir o Neslihan Demir Güler, (Eskişehir, 9 de desembre de 1983) és una jugadora de voleibol turca. Actualment juga a l'Eczacıbaşı VitrA, un equip de voleibol femení d'Istanbul. Neslihan és la capitana de la selecció nacional turca i va portar la bandera turca en la inauguració dels Jocs Olímpics de Londres 2012.
Demir es va casar amb Orkun Darnel, nedador turc, l'any 2006 i se'n va divorciar l'any 2013 i té una filla, Zeynep Darnel. Actualment està casada amb Kamil Güler des de 2014.
Neslihan Demir és directora general del VakıfBank, l'equip amb el qual va jugar durant sis temporades.